# Walentin Borissowitsch Jumaschew

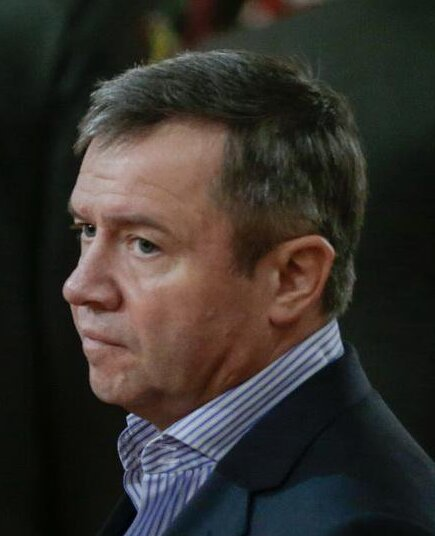
Walentin Borissowitsch Jumaschew, 2015

Walentin Borissowitsch Jumaschew (russisch Валентин Борисович Юмашев; * 15. Dezember 1957) ist ein russischer Journalist, Politiker und Immobilien-Entwickler, Schwiegersohn des verstorbenen ehemaligen Präsidenten Boris Jelzin und Mitglied seines inneren Zirkels. Er bekleidet den Rang eines Wirklichen Staatsrats 1. Klasse der Russischen Föderation.

## Leben
Er war von 1995 bis 1996 Chefredakteur von Ogonjok. 1996 wurde er zum Berater von Präsident Boris Jelzin für Öffentlichkeitsarbeit ernannt. Im März 1997 folgte Jumaschew Anatoli Borissowitsch Tschubais als Stabschef des Präsidialamts der Russischen Präsidialverwaltung und wurde damit zum zweitmächtigsten Mann im Staat. In diesem Zeitabschnitt wurden weitreichende Privatisierungen durchgeführt, durch die einige Russen zu Oligarchen aufstiegen. Im Dezember 1998 wurde er aus dieser Position entlassen. Er arbeitet jetzt als Entwickler von Immobilienprojekten.
Jumaschew beriet ehrenamtlich Putin und zog sich etwa Anfang Mai 2022 von dieser Tätigkeit zurück. Er war damit eine der letzten Verbindungen der Präsidentschaftskanzlei unter Putin zur Jelzin-Ära.

## Privat
Jumaschew war mit Irina Wedenejewa verheiratet, das Paar hat die Tochter Polina, die von 2001 bis 2017 mit Oleg Deripaska verheiratet war.
Seit 2009 ist Jumaschew zusammen mit seiner zweiten Ehefrau Tatjana Jumaschewa (Tochter von Boris Jelzin) und der gemeinsamen Tochter österreichischer Staatsbürger.

## Vermögen
Jumaschew und seine zweite Frau besitzen jeweils die Hälfte des Imperia-Turms im „Moscow International Business Center“ und des Geschäftszentrums „CITY“ (49,58 % der Anteile).